# Tadjer Nacer
Tadjer Nacer – algierski zapaśnik walczący w obu stylach. Wicemistrz igrzysk afrykańskich w 1991. Brązowy medalista mistrzostw Afryki w 1988 i 1990 roku.